# Heinrich Hohl
Heinrich Hohl (* 19. Januar 1900 in Erksdorf; † 29. Dezember 1968 ebenda) war ein deutscher Landwirt und Politiker (CNBL, später CDU).

## Leben und Beruf
Nach dem Besuch der Volksschule absolvierte Hohl 1925 einen Winterlehrgang an der Bauernhochschule „Am Knüll“ und wirkte bis 1933 als Leiter der Landesjugendorganisation des Hessischen Bauernverbandes (HES). Von 1933 bis 1946 war er als Landwirt tätig. Nach dem Zweiten Weltkrieg beteiligte er sich an der Gründung des Bauernverbandes im Landkreis Marburg, dem er in der Folgezeit vorstand. Außerdem war er Mitbegründer der Landesjugendbewegung des Bauernverbandes sowie der Bauernhochschule Hessen.

## Politik
Hohl war von 1930 bis 1933 Mitglied der Christlich-Nationalen Bauern- und Landvolkpartei (CNBL). 1933 wurde er zum stellvertretenden Bürgermeister der Gemeinde Erksdorf gewählt, aufgrund der Machtergreifung der Nationalsozialisten jedoch nicht in seinem Amt bestätigt.
Hohl trat 1946 in die CDU ein und amtierte seitdem als Bürgermeister der Gemeinde Erksdorf. Er wurde in den Kreistag des Kreises Marburg gewählt und war dort seit 1949 stellvertretender Landrat. 1948/49 war er Mitglied des Wirtschaftsrates der Bizone. Dem Deutschen Bundestag gehörte er vom 3. November 1949, als er für den ausgeschiedenen Abgeordneten Werner Hilpert nachrückte, bis zum Ende der ersten Legislaturperiode 1953 an. Er war über die Landesliste Hessen ins Parlament eingezogen.